# فرودگاه راباه بیتات
 فرودگاه راباه بیتات (به انگلیسی: Rabah Bitat Airport) (به زبان بومی: El Mellah Airport) یک فرودگاه همگانی با کد یاتا AAE است که یک باند فرود آسفالت دارد و طول باند آن ۳۰۰۰ متر است. این فرودگاه در کشور الجزایر قرار دارد و در ارتفاع ۵ متری از سطح دریا واقع شده است.

## شرکت‌های هواپیمایی و مقصدهای پروازی
| شرکت‌های هواپیمایی | مقصدهای پروازی |
| ----------------- | --- |
| ایگل آزور         | مارسی پروانس، اورلی |
| هواپیمایی الجزایر | هواری بومدین، آتاترک، لیون-سینت اگزوپری، مارسی پروانس، اس سینیا وهران، شارل دوگل پاریس، اورلی، میلانو مالپنسا، تونس قرطاج فصلی: نیس کوت دازور |
| طاسیلی ایرلاینز   | هواری بومدین، گوئه‌مار، کریم بلقاسم |
| TUIfly Belgium    | بروکسل جنوب شرلروآ |